# Orthomiscus platyura
Orthomiscus platyura là một loài tò vò trong họ Ichneumonidae.